# 軍樂節

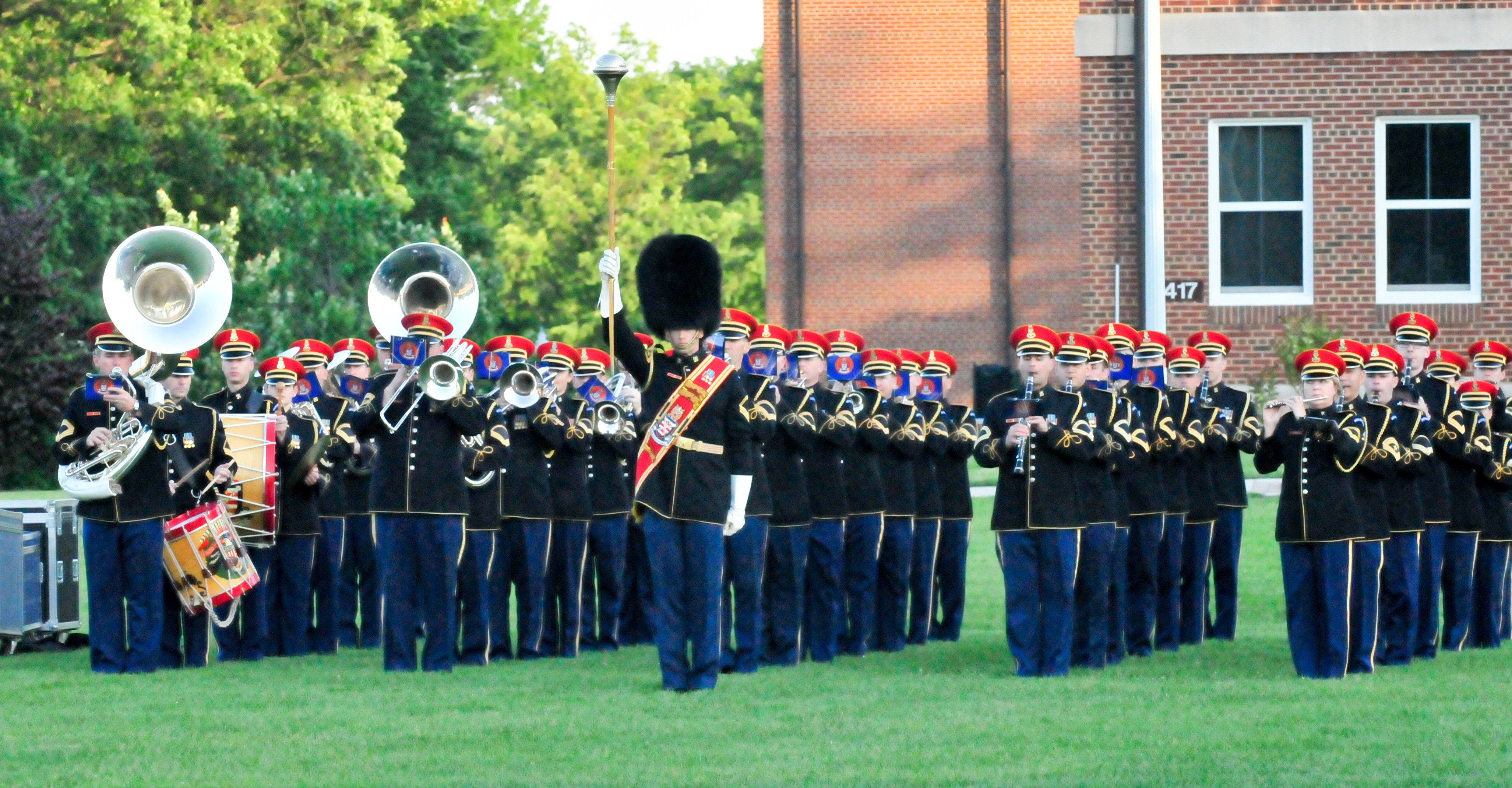
2018年暮光軍樂節，美國陸軍軍樂團準備開演

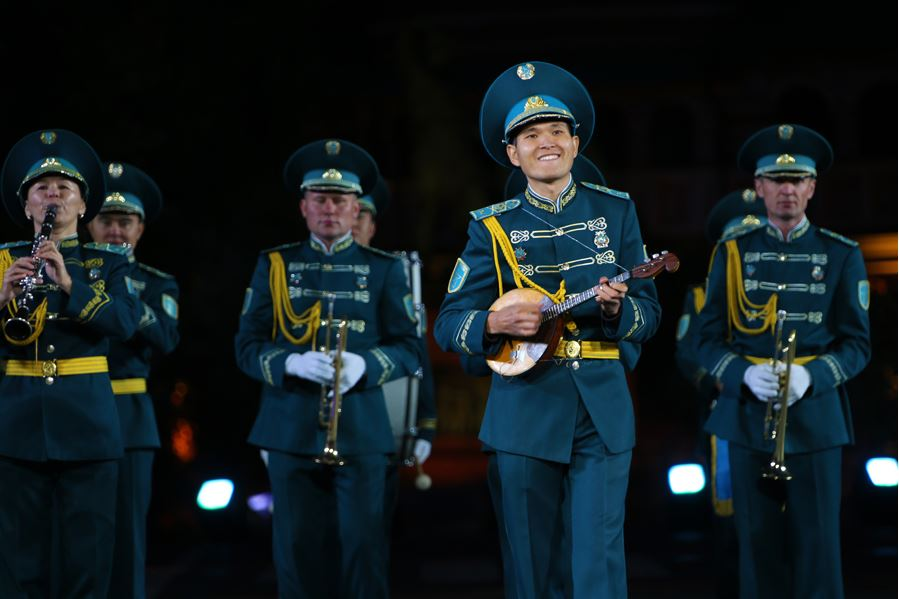
2014年哈薩克共和國衛隊軍樂團在斯巴斯克塔軍樂節演出

軍樂節（英語：Tattoo），又稱為軍樂行進表演，是军队中军乐团参加的公开表演。這個術語源自於17世紀早期的荷蘭語「doe den tap toe」（關掉水龍頭），軍隊本營中的鼓手或小號手發出信號，指示駐地附近的酒吧老闆停止供應啤酒，並提醒士兵們返回營房，與源自大溪地的刺墨紋身「tattoo」一詞並不相關。
最先的歸營號只是單純的軍事音樂，但現今已經演變成更複雜的表演，包括結合戲劇、舞蹈和流行音樂元素；同時，這個詞彙也引伸出軍事展覽與飛行表演的涵義，例如英國皇家國際航空展（Royal International Air Tattoo）。

## 詞源

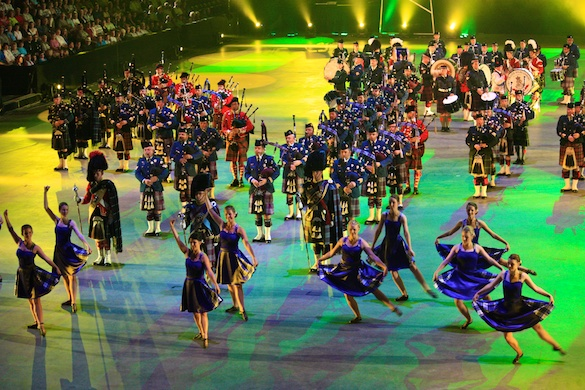
加拿大魁北克軍樂節

「Tattoo」這個術語可以追溯到1600年左右，三十年戰爭期間的低地國家（比利時和荷蘭）。自1594年以來，荷蘭僱傭軍駐紮的堡壘，接受新教聯盟軍指揮。聯盟軍主要由蘇格蘭、英國、德國和瑞士僱傭軍組成，荷蘭國軍作為聯盟軍的一員，由荷蘭軍官團指揮。駐軍的鼓手在每天21點30分（晚上9點30分）會被派往城鎮，通知士兵們是時候返回營房。這個過程被稱為「關水喉」，指示酒店老闆停止供應啤酒，並讓士兵們回營過夜。鼓手會一直演奏到22點00分（晚上10點00分），之後開始實施宵禁。
許多年以來，這個過程開始變得更像是一場音樂表演，通常在21點30分演奏「First Post」，22點00分演奏「Last Post」。這種表演在19世紀已經開始普遍，大多數軍隊和城鎮駐軍，在夏季時都會舉行某種表演或娛樂活動。在一戰和二戰之間，許多駐軍營區都有精心策劃的軍樂演奏，例如英國在奧爾德肖特舉行最盛大的表演。

## 各地軍樂節

### 歐洲

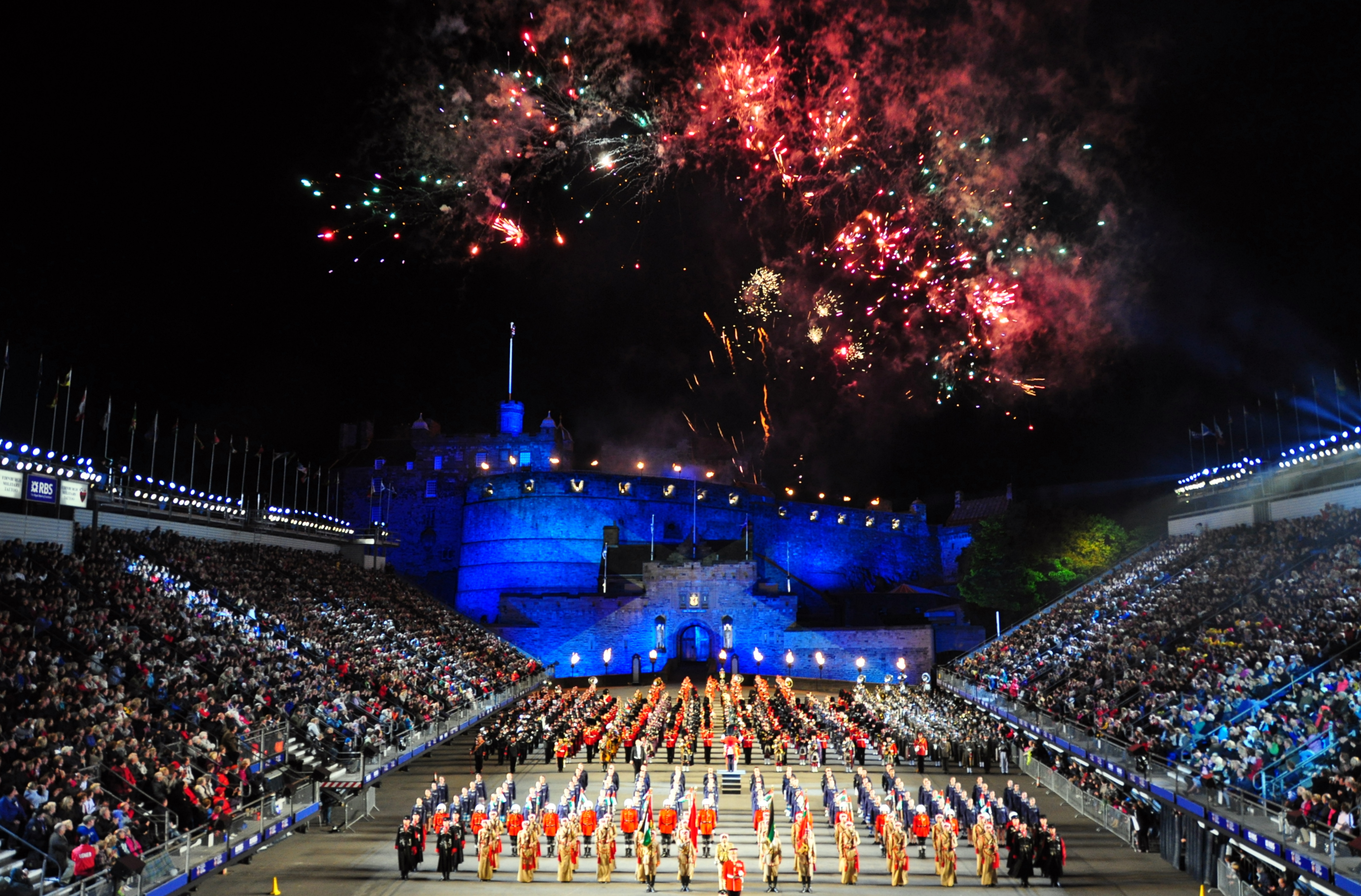
2010年爱丁堡军乐节落幕表演

每年8月在英國爱丁堡城堡舉行的皇家愛丁堡軍樂節，是愛丁堡節日的重要表演。皇家愛丁堡軍樂節於1950年首次舉辦，結合傳統的風笛、鼓和軍隊的演出；2008年開始，英女王許可皇家愛丁堡軍樂節在溫莎城堡舉行。
英國其他著名的軍樂節包括：1880年至1999年在倫敦舉行的皇家巡演、2010年至2013年在伯爵宮舉行的英國軍事巡演，以及1989年創辦至今，在國家室內體育館舉行的伯明翰軍樂節。
瑞士巴塞爾軍樂節由最高機密鼓樂團於2006年發起，這是由非軍事表演團體發起的軍樂表演，以表演者素質和預算而言，已經發展成為繼愛丁堡軍樂節之外，最成功的軍樂文化表演。
挪威軍樂節於1994年在挪威奧斯陸首辦，每兩年舉行一次，自1996年開始改在室內表演。俄羅斯最盛大的軍樂節是在莫斯科紅場舉行的斯巴斯克塔軍樂節，由瓦列里·哈利洛夫擔任其創始執行製作人至2016年。
德國每年在不來梅、漢堡、德累斯頓和柏林等地都有舉辦軍樂節，參與者包括聯邦國防軍樂隊、民間軍樂隊和受邀前來的各國軍樂隊。火炬遊行是中歐最盛大的年度軍樂表演，展現往昔日耳曼、奥地利、東德和普魯士的軍事文化。
芬蘭兩年一度的哈米納軍樂節是芬蘭國防軍的官方軍樂表演。荷蘭鹿特丹阿侯伊體育館舉行的荷蘭軍樂節是荷蘭國防軍的官方軍樂表演，自1948年首辦至今，2016年以前曾在代尔夫特和布雷达表演。

### 北美洲

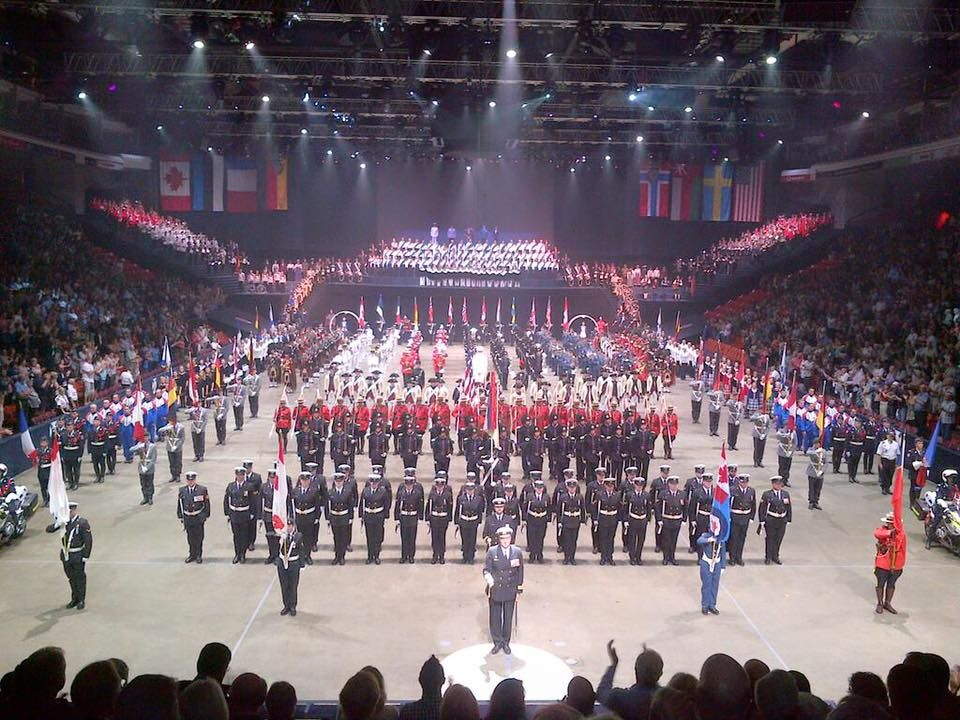
2015年皇家新斯科舍國際軍樂節落幕表演

加拿大皇家新斯科舍國際軍樂節是當今世上最盛大的年度室內軍樂節，每年有來自世界各地2,000多名表演者參加。軍樂節自1979年由伊恩·弗雷澤上校策劃舉辦，他同時也策劃1967年的加拿大武裝部隊軍樂節。 1967年加拿大武裝部隊軍樂節是於當年3月至10月，在加拿大47個城市巡迴的表演，全部演出共155場。

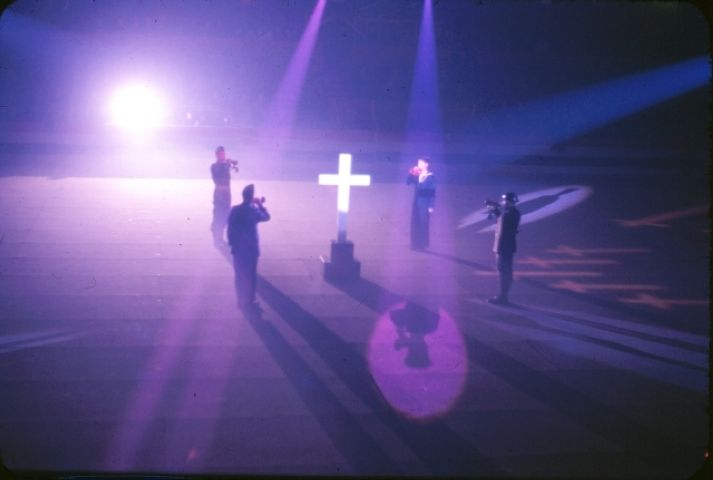
1967年的加拿大軍樂節，號手吹響《最後崗位》的樂章

每年7月在安大略省金斯顿亨利堡舉行的亨利堡軍樂節，結合軍操和音樂表演，並在結束時燃放煙花。 1998年至2013年在魁北克舉行的魁北克市國際軍樂節，現在已經停辦。
加拿大禮儀衛隊在渥太華-加蒂諾地區呈現多場軍樂表演，包括7月在國會山莊舉行的日落儀式和在丽都厅舉行的總督和最高總司令軍操行進表演。 前者是仿照英國鳴金收兵和降旗儀式，後者是彰顯加拿大君主做為加拿大武裝部隊最高總司令的身份。
加拿大不同的服役部隊有屬於自己的軍樂表演，例如：加拿大黑衛士（皇家高地軍團）舉行的黑衛士軍樂節。 加拿大皇家海軍於2010年9月在溫哥華太平洋體育館，舉行加拿大海軍百年軍樂節，慶祝加拿大皇家海軍成立100周年。 2013年8月，加拿大皇家空軍第14航空大隊在格林伍德基地舉行表演。

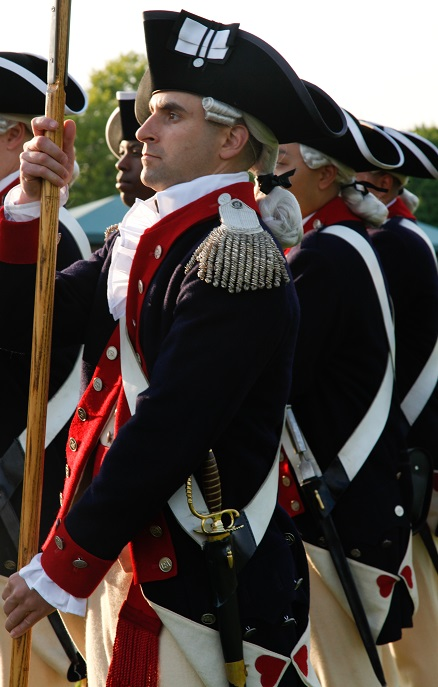
美國陸軍第3步兵團參與軍樂行進表演

美國最盛大的軍樂表演是年度的維吉尼亞國際軍樂節，每年在維吉尼亞州諾福克舉行，邀請各國軍樂隊超過850名表演者參與。
美國空軍參與許多不同的軍樂表演，例如基地開放活動，以及第21屆年度蘭利軍樂表演活動。 空軍最盛大的軍樂活動是於每年6月最後一個星期五，在赖特-帕特森空军基地舉行。
美国陆军在華盛頓軍區舉行的暮光軍樂節，於夏季每周在邁爾-亨德森廳聯合基地舉行，參與者包括美國陸軍第3步兵團和美國陸軍老衛隊鼓樂隊。 華盛頓軍區在第二次世界大戰前停止這項活動，1961年再次重新恢復舉辦。
俄亥俄州克利夫蘭的克利夫蘭國際軍樂節在每年5月的第三個週末舉行。早在1985年，克利夫蘭國際軍樂節就在共濟會大廳、諾蒂卡雅各布斯館、劇場廣場演出，目前在克利夫蘭公共禮堂表演。

### 亞洲

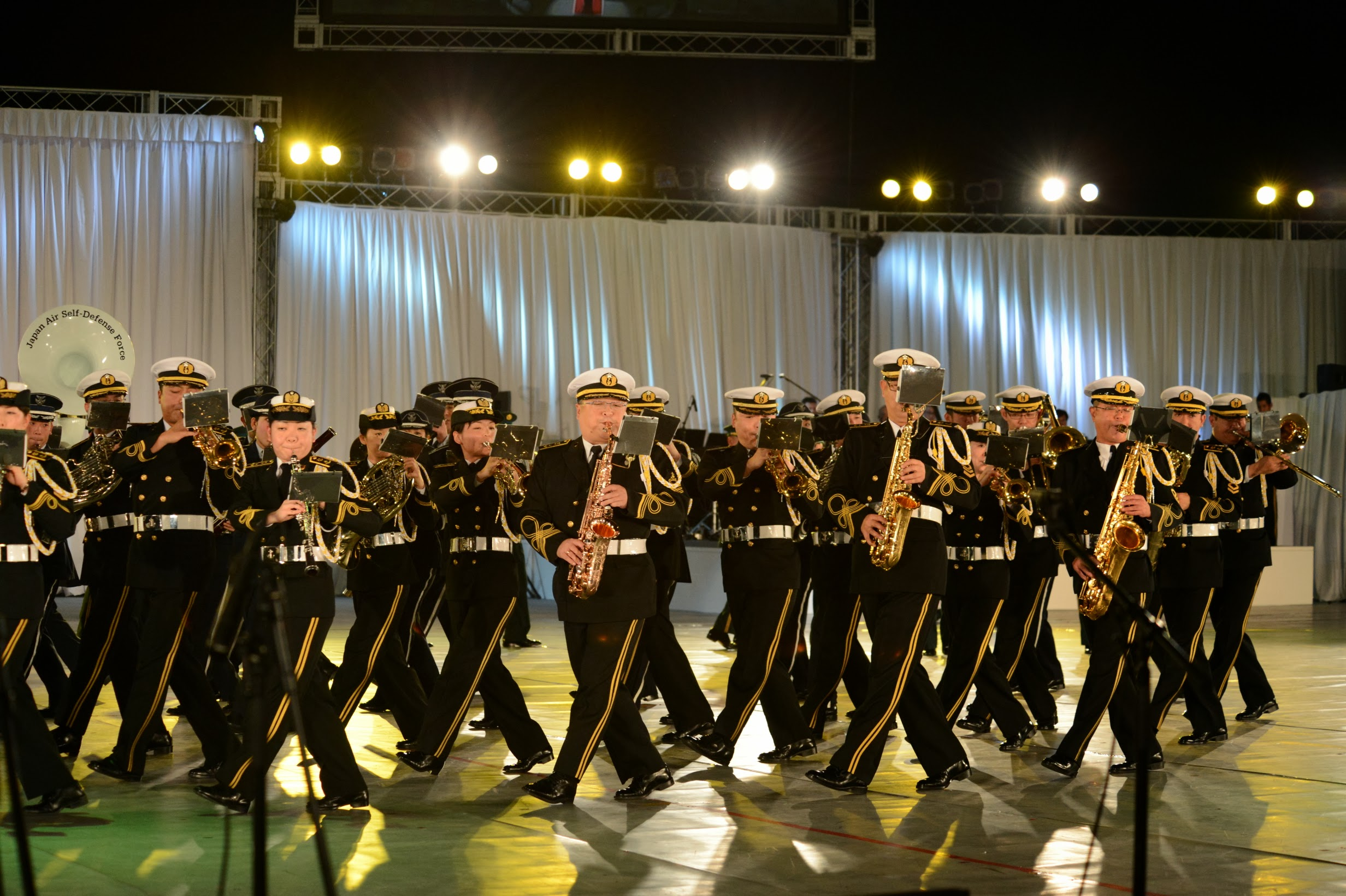
2013年日本自衛隊音樂祭

日本自衛隊音樂祭於1963年首辦，演出場地位於東京都武道館，邀請亞太地區多國的軍樂隊與自卫队各支軍樂隊一同表演，其中包括日本傳統太鼓隊，是亞洲歷史最悠久的軍樂表演。
韓國舉辦的雞龍市世界軍事文化博覽會，是大韓民國國軍的官方軍樂表演，每年在雞龍市舉行，有各國多支軍樂隊的演奏和操槍表演。
中國南昌市舉辦的南昌國際軍樂節創於2006年，至2019年舉行過6屆。上海合作組織軍樂節由上海合作組織發起，輪流由成員國舉行。香港於2012年（回歸15週年）和2017年（回歸20週年）舉辦過國際軍樂活動，演出者包括中国人民解放军军乐团、香港警察樂隊和來自多國的軍樂隊。
印度尼西亞國民軍和印度尼西亞國民警察的鼓樂隊及鼓號樂隊，會在節日活動受邀到不同城市表演，共同演出者包括軍警學校的學生軍樂隊。
馬來西亞在吉隆坡默迪卡體育場舉辦的軍樂表演，是慶祝獨立日的其中一項活動。哈萨克斯坦最著名的軍樂表演活動，是於首都城市日在首都努爾-蘇丹舉行的軍號節（Eskeri Kernei）。

### 非洲
1971年1月30日，羅得西亞輕步兵團成立10週年之際，在索爾茲伯里格拉米斯體育場舉行首次軍樂行進表演。 2009年9月利比亞革命40週年期間，在首都的黎波里烈士广场舉行一場世界軍樂節（World Military Music Festival）。 南非於2018年復辦軍樂節，參與者包括南非國防軍的操演隊伍，以及約翰內斯堡青年管弦樂團和國內外的表演團體。

## 外部連結
- Canadian Armed Forces Tattoo 1967 （页面存档备份，存于）
- The Aldershot Tattoo
- The Royal Tournament Website （页面存档备份，存于）
- 短片 STAFF FILM REPORT 66-29A (1966) 可在互联网档案馆自由下载
- Air Force Materiel Command Freedom's Call Tattoo
- Nationale Taptoe （页面存档备份，存于）